# ShowView
ShowView je funkce umožňující rychle nastavit záznam pořadu opatřeného tímto číslem.
Systém ShowView je prakticky shodný se systémy VCR Plus+, G-Code a VideoPlus+. Pod označením ShowView je systém zápisu známý v Evropě kromě Velké Británie a Irska a v Jižní Africe. Kódy jednotlivých programů bývají uvedeny v televizních programech.

## Historie
Tato technologie měla největší smysl v minulosti, kdy videorekordéry obsahovaly pouze malý LED displej, pomocí kterého bylo potřeba zadat čas nahrávání. Zadání kódu bylo jednodušší, než ruční výběr časů a programů.

## Příklad
Pořad má kód ShowView 123456789 (ten se dá nalézt v TV programu), který se vloží do videorekordéru a ten pak již sám rozezná o jaký pořad se jedná, předpokládanou dobu jeho začátku a konce a daný pořad nahraje.